# Micro Ace
 (mars 2024).
Si vous disposez d'ouvrages ou d'articles de référence ou si vous connaissez des sites web de qualité traitant du thème abordé ici, merci de compléter l'article en donnant les références utiles à sa vérifiabilité et en les liant à la section « Notes et références ».
Micro Ace est un fabricant japonais de trains miniatures, Ltd. fondé en 1975.

## Histoire
Le nom "Micro Ace" provient de la combinaison du « micro » de Shinano Micro et du « A » (as) d'Arii. C'était à l'origine le nom de la société qui contrôlait la division de modèles ferroviaires d'Arii Seisakusho, et plus tard, lorsque la société Shinano micro a été absorbée par Arii Seisakusho, c'était le nom utilisé comme marque pour les modèles ferroviaires à voie N de la société.
En plus des modèles réduits en plastique et des modèles ferroviaires, l'entreprise fabriquait également des produits de première nécessité.
En juin 2004, L'activité modélisme a été transférée à une filiale nouvellement créée, Micro Ace Co., Ltd., et « Micro Ace » est désormais devenu le nouveau nom officiel de la société. La société mère, Arii Seisakusho Co., Ltd., s'est retirée de l'industrie de la fabrication de modèles en plastique, mais continue de fonctionner comme une société de location immobilière.

## Produits
Micro Ace produit des trains a l'échelle N et quelque uns à l'échelle HO.
Micro Ace se concentre sur tout sur des modèles du passé en général réformés de nos jours que cela soit de la JR, la JNR, ou les operateurs privés. Certains sont même des "trains légers" comme la Keihan série 800.
Il produit aussi des avions, des bateaux, des chars (dont certains télécommandés), des personnages, et des voitures.